# Jonathan Coe
Jonathan Coe (Bromsgrove, Worcestershire, 19 de agosto de 1961) es un novelista y escritor inglés que comenzó a sobresalir a finales del siglo XX, con novelas que a la vez son sátiras políticas sobre la Inglaterra de 1980 (los llamados años grises), como What a Carve Up!

## Trayectoria
Coe estudió en la King Edward's School, de Birmingham (donde pasó su infancia y juventud), y a continuación en el Trinity College, de Cambridge. Enseñó en la University of Warwick, donde completó su formación con un MA y con un doctorado en Literatura Inglesa. Además se interesó siempre por la música, incluyendo la contemporánea.
Su escritor favorito, según dice, es Henry Fielding; y Coe recalca que Fielding publicó en 1734 Don Quixote In England, en la que añadía: «escrito a la manera de Cervantes». A su juicio, inauguró una tradición novelística y teatral del humor inglés, cuyo origen está en Don Quijote, pero defendiendo la dignidad y el heroísmo.
Su primera novela se editó en 1987. Más cercana al presente, La lluvia antes de caer, de 2007, tiene un tono distinto, introspectivo e íntimo, que ha sido muy alabado.
A principios de 2015 declaró: "Me encuentro en una posición muy difícil, ya que tengo novelas de éxito en muchos países pero en cada país es una novela diferente. España y Alemania son los únicos en los que La lluvia antes de caer ha sido el más vendido. En Inglaterra o Francia prefieren mis sátiras políticas. Pero a mí me gustaría escribir otro libro melancólico e introspectivo porque creo que son mis mejores libros, aunque ahora mismo estoy escribiendo una sátira política muy contemporánea". El libro que escribía en ese momento trataba del tipo de vida defendido por las políticas de Cameron. Sin embargo, recientemente ha hecho realidad su deseo de escribir otro libro melancólico, El señor Wilder y yo, un divertido homenaje, nostálgico y agridulce, al director cinematográfico Billy Wilder.
En España, la editorial Anagrama ha publicado once novelas suyas (las seis primeras y las dos últimas en traducción de Javier Lacruz), y el Círculo de Lectores contribuyó a divulgar su obra con una edición de ¡Menudo reparto!. Hoy en día es considerado un clásico contemporáneo.
También ha escrito libros sobre Humphrey Bogart (traducido al castellano) y James Stewart.

## Novelas
- The Accidental Woman, Duckworth, 1987.
- A Touch of Love, Duckworth, 1989.
- The Dwarves of Death,  Fourth Estate, 1990.

- Los enanos de la muerte (trad. de Raquel Luzárraga y Ramón J. García) Zoela, 2002. ISBN 978-84-931991-3-5
- What a Carve Up! o The Winshaw Legacy, Viking, 1994 (ganador del John Llewellyn Rhys Prize y del Prix du Meilleur Livre Étranger).

- ¡Menudo reparto! (trad. de Javier Lacruz) Anagrama, 1996 y 2010. ISBN 978-84-339-7595-9
- The House of Sleep, Viking, 1997 (ganador del Writers' Guild of Great Britain Best Novel Award y del Prix Médicis Étranger).

- La casa del sueño (trad. de Javier Lacruz) Anagrama, 1999. ISBN 978-84-339-0886-5
- The Rotters' Club, Viking, 2001 (ganador del Bollinger Everyman Wodehouse Prize y del Premio Arcebispo Juan de San Clemente).

- El Club de los Canallas (trad. de Javier Lacruz) Anagrama, 2002. ISBN 978-84-339-6985-9
- The Closed Circle,  Viking, 2004.

- El Círculo Cerrado (trad. de Javier Lacruz) Anagrama, 2007. ISBN 978-84-339-7462-4
- The Rain Before It Falls, Viking, 2007.

- La lluvia antes de caer (trad. de Javier Lacruz) Anagrama, 2009 y 2015. ISBN  978-84-339-7760-1
- The Terrible Privacy of Maxwell Sim, Viking, 2010.

- La espantosa intimidad de Maxwell Sim (trad. de Javier Lacruz) Anagrama, 2011. ISBN 978-84-339-7575-1
- Expo 58, Viking, 2013.

- Expo 58 (trad. de Mauricio Bach) Anagrama, 2015. ISBN 978-84-339-7911-7
- Number 11, Viking, 2015.

- El número 11 (trad. de Mauricio Bach) Anagrama, 2017. ISBN 978-84-339-7970-4
- Middle England, Viking, 2018 (ganador del European Book Prize y del Costa Book Award).

- El corazón de Inglaterra (trad. de Mauricio Bach) Anagrama, 2019. ISBN 978-84-339-8050-2
- Mr Wilder and Me, Viking, 2020.

- El señor Wilder y yo (trad. de Javier Lacruz) Anagrama, 2022. ISBN 978-84-339-8109-7
- Bournville, Viking, 2022.

- Bournville (trad. de Javier Lacruz) Anagrama, 2024. ISBN 978-84-339-2736-1
- The Proof of My Innocence, Viking, 2024.

- Las pruebas de mi inocencia (trad. de Javier Lacruz) Anagrama, de próxima publicación en 2026.

## Ensayos
- Humphrey Bogart: Take It and Like It, Londres, Bloomsbury, 1991.

-  Humphrey Bogart, La Máscara, 1992. ISBN 978-84-7974-013-9
- James Stewart: Leading Man, Londres, Bloomsbury, 1994.
- Like a Fiery Elephant: The Story of B. S. Johnson, Londres, Picador, 2004 (ganador del Samuel Johnson Prize de prosa).